# وليم إل. كروفورد
وليم إل. كروفورد (بالإنجليزية: William L. Crawford)‏ (10 سبتمبر 1911 في الولايات المتحدة - 25 يناير 1984 في الولايات المتحدة)؛ روائي أمريكي.